# Хабала
Хабала (Habala) је мало планинско село у Асир провинцији Саудијске Арабије. Првобитно су га населиле племенске заједнице познате као „људи цвећа“ због њиховог обичаја да носе венце сушеног биља и цветова у својој коси. У прошлости, селу се могло приступити само уз помоћ мердевина сачињених од ужета, а име Хабала, заправо, долази од арапске речи за уже.
1990их година, током кампање да се промовише туризам у региону, направљена је жичара да пружи приступ традиционалном селу са својим потпуним погледом на планине. Као последица, међутим, локални „људи цвећа“ су морали да изађу из својих домова и да се преселе у модерно село направљено за њих у оближњој долини. Када су одбили да се преселе, насилно их је евакуирала Национална гарда Саудијске Арабије. Данас, некима од првобитних становника је дозвољено да се врате у село, али само да врше своје традиционалне плесове за туристе током лета.